# Forum (sieć hotelowa)

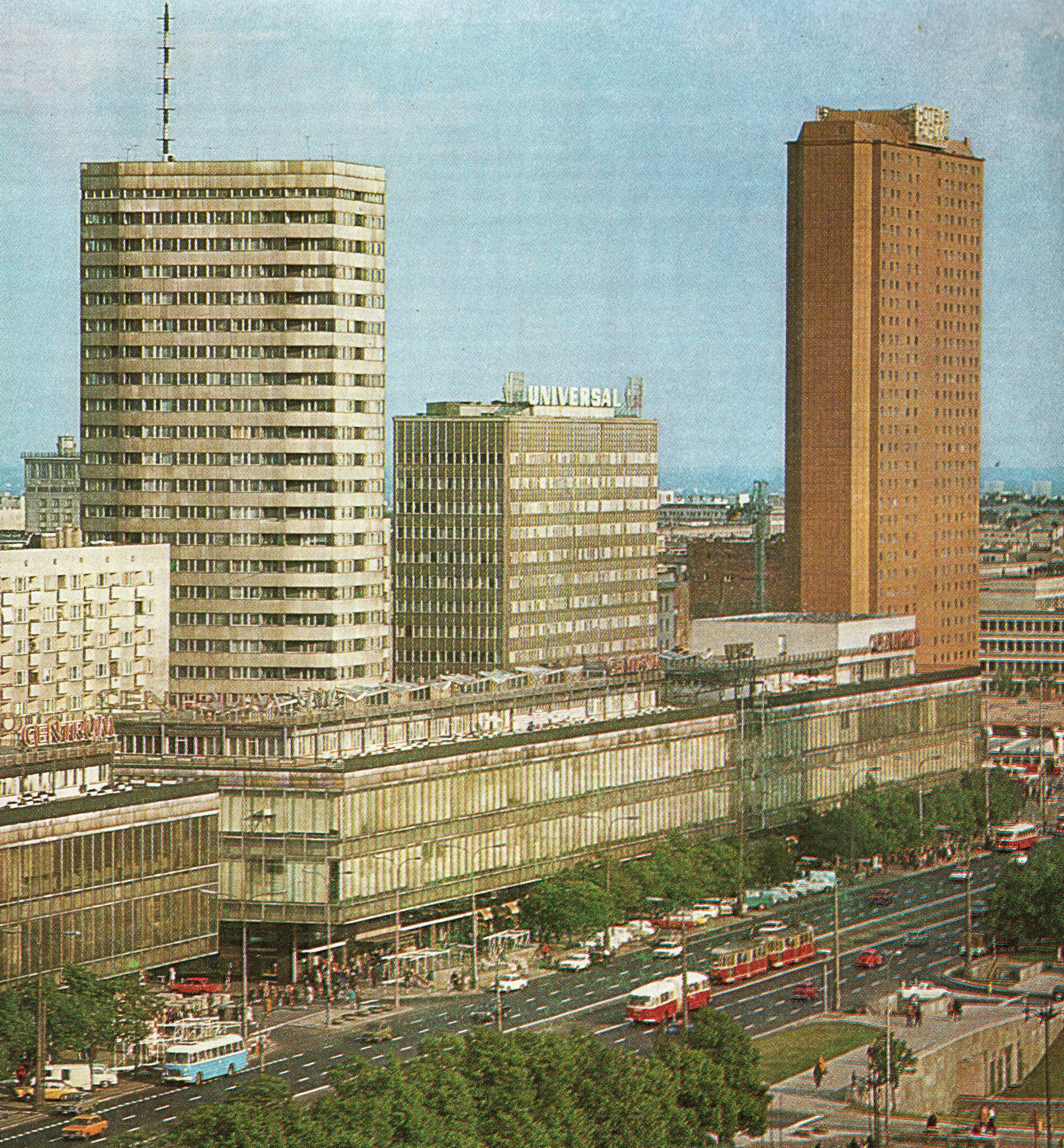
Ściana Wschodnia i hotel Forum w Warszawie (1975)

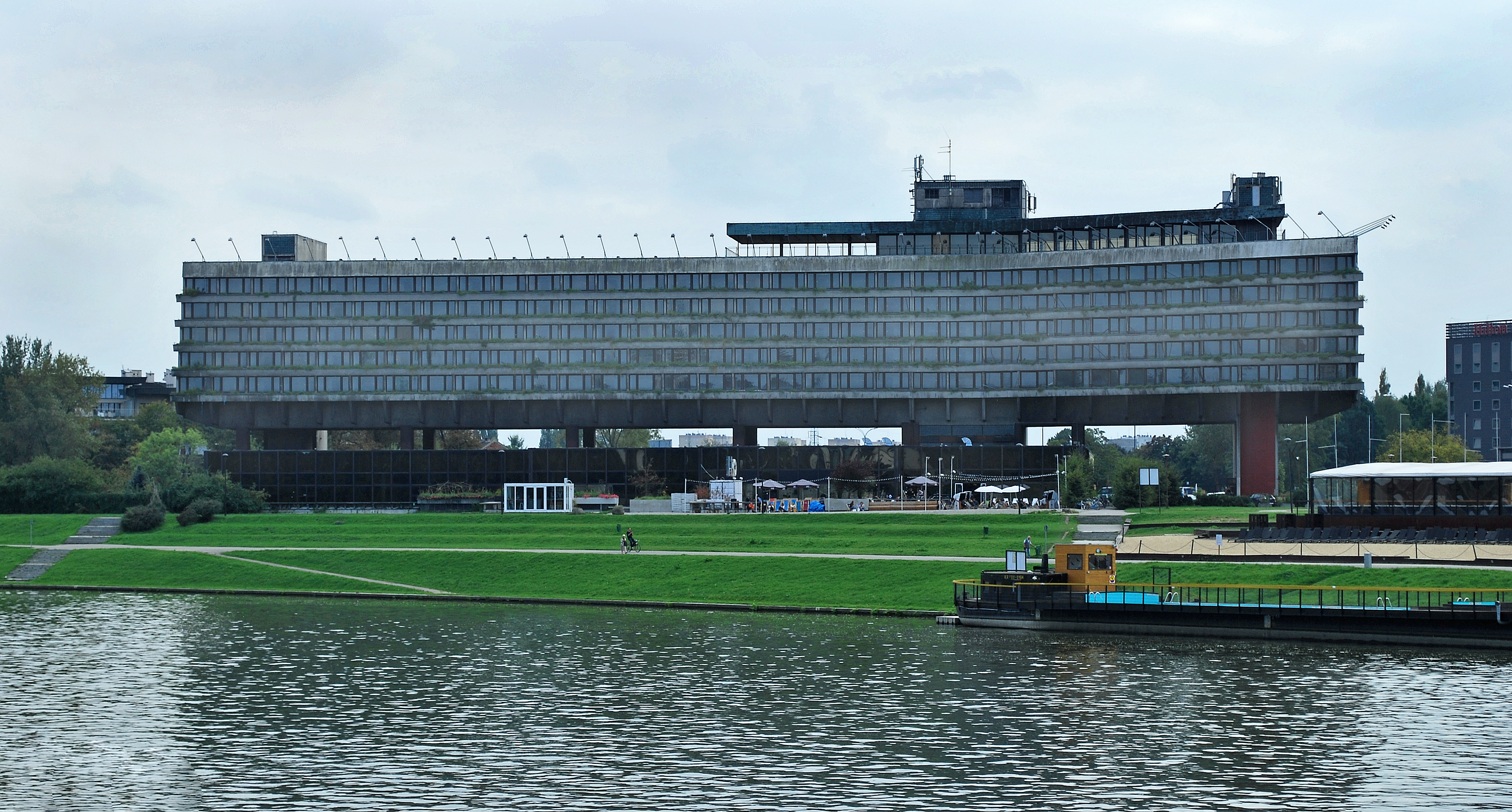
Hotel Forum w Krakowie (2014)

Forum (Forum Hotels) – nieistniejąca międzynarodowa sieć hotelowa należąca do InterContinental Hotels Group.
W Polsce należał do niej przez wiele lat hotel Forum w Warszawie, funkcjonujący obecnie pod nazwą Novotel Warszawa Centrum w sieci Accor oraz hotel Forum w Krakowie.